# Ngaroimata Waterfall
Der Ngaroimata Waterfall ist ein Wasserfall bislang nicht ermittelter Fallhöhe im Mount-Cook-Nationalpark in der Region Canterbury auf der Südinsel Neuseelands. Er liegt im Lauf eines namenlosen, durch den Ngakanohi-Gletscher gespeisten Schmelzwasserbachs, der mit dem Wasserfall in den Mueller-Gletscher mündet.